# Ich Tarzan, Du Jane!
Ich Tarzan, Du Jane! war eine Casting-Show von Sat.1 gemeinsam mit dem Musical-Veranstalter Stage Entertainment, die von Februar 2008 bis Mai 2008 stattgefunden hat. Gesucht wurden die beiden Hauptdarsteller für das Disney-Musical Tarzan, das vom Oktober 2008 bis Oktober 2013 achtmal wöchentlich live in der Neuen Flora in Hamburg aufgeführt wurde.
Anton Zetterholm und Elisabeth Hübert gewannen die Show.

## Hintergrund
Produziert wurde die Sendung von Eyeworks. Moderator der Show war Hugo Egon Balder. Als Live-Band fungierten die Martin Ernst AllStars, die mit Balder schon seit seiner Zeit bei RTL Samstag Nacht zusammenarbeiten.
Dem Tarzan-Musical in den Niederlanden ging eine ähnliche Show (Wie Wordt Tarzan?) auf SBS 6, einem Sender der ProSiebenSat.1 Media AG, voraus, in der aus fünf männlichen Kandidaten der Tarzan-Darsteller ausgewählt werden sollte. In Deutschland war es das erste Mal, dass eine oder mehrere Hauptrollen in einem Musical durch eine Casting-Show ermittelt wurden. Im Gegensatz zu anderen Casting-Shows waren fast alle Teilnehmer schon als Musical-Darsteller ausgebildet, teilweise bereits hauptberuflich auf Musical-Bühnen aktiv.
Das scheinbare Dialogzitat (engl.: „Me Tarzan, you Jane“) kam in dem Film Tarzan, der Affenmensch, auf den das Musical sich bezieht, nicht vor. Johnny Weissmüller sagte den fiktiven Dialog 1932 im Scherz zu einem Reporter im Rahmen eines Interviews.

## Ablauf
Bewerben konnten sich Interessierte ab dem 1. Dezember 2007 über die Internetseite von Sat.1. Die Castings fanden anschließend im Januar 2008 in Hamburg, Essen und Stuttgart statt, woraufhin im Februar Workshops in der Joop van den Ende Academy stattfanden. Letztere wurden ab dem 29. Februar 2008 zur Primetime gesendet. Anschließend fanden in wöchentlichen Live-Sendungen weitere Ausscheidungen statt. Eine Jury legte jede Woche unterschiedliche Darstellerpaare fest, die sich auf der Bühne mit Gesang und Spiel präsentieren mussten. Die beliebtesten Darsteller wurden durch Televoting ermittelt. Die beiden männlichen und die beiden weiblichen Darsteller mit den wenigsten Anrufen mussten am Ende der Sendung nochmals gemeinsam singen, und die Jury entschied, wer an der nächsten Sendung weiter teilnehmen durfte bzw. die Show verlassen musste. Somit lag die letzte Entscheidung stets bei der Jury, die Zuschauer-Anrufe dienten lediglich als Meinungsbild; eigentlich sollten sie auch einer Erhöhung der Einnahmen dienen. Nur die allerletzte Entscheidung zwischen den letzten zwei weiblichen und den letzten zwei männlichen Kandidaten wurde direkt durch das Televoting entschieden.

## Jury
Die Jury bestand aus
- Pia Douwes, Musical-Darstellerin,
- Michael Hildebrandt, Marketing Director der Stage Entertainment GmbH und
- Ralf Schaedler, Musical-Darsteller, Sänger, Moderator und Casting Director der Stage Entertainment.

Zusätzlich trat in jeder Sendung ein Gastjuror auf:
- Roger Cicero am 28. März 2008
- Jeanette Biedermann am 4. April 2008
- Thomas Hermanns am 11. April 2008
- Dirk Bach am 18. April 2008
- Kim Fisher am 25. April 2008
- Phil Collins am 2. Mai 2008

Phil Collins trat bereits in einer der Doku-Soap-Sendungen, die den Live-Casting-Shows vorangingen, auf.

## Teilnehmer
Für die Live-Shows, die ab 28. März 2008 ausgestrahlt wurden, hatten sich folgende Teilnehmer qualifiziert:
| Kandidaten         | Beruf während der Aufzeichnung der Show      | Engagement beim Musical Tarzan         |
| Elisabeth Hübert   | Musicaldarstellerin, Mamma Mia Berlin        | Jane                                   |
| Anton Zetterholm   | Musicaldarsteller aus Schweden               | Tarzan (bis 9. Mai 2010)               |
| Ina Trabesinger    | Musicaldarstellerin, Les Misérables Graz     | Jane (19. Januar 2010 – 14. März 2010) |
| Philipp Hägeli     | Musicaldarsteller, Tanz der Vampire Berlin   | Swing, Cover Tarzan                    |
| Franziska Schuster | Zahnmedizinstudentin                         |                                        |
| Friedrich Rau      | Lehramtsstudent                              |                                        |
| Katrin Löbbert     | Musicaldarstellerin, Tanz der Vampire Berlin |                                        |
| Patrick Stamme     | Musicaldarsteller, Mamma Mia Berlin          | Swing, Cover Tarzan                    |
| Jessica Kessler    | Musicaldarstellerin, We Will Rock You Wien   |                                        |
| Riccardo Greco     | Musicaldarsteller, Mamma Mia Berlin          |                                        |
| Melanie Ortner     | Musicaldarstellerin, Mamma Mia Berlin        | Swing, Cover Jane, Kala                |
| Felix Maximilian   | Musicaldarsteller                            |                                        |
| Maria Walter       | Musicaldarstellerin                          | Ensemble, Cover Jane                   |
| Mark van Beelen    | Musicaldarsteller, Mamma Mia, Cats Holland   | Ensemble, Swing, Cover Tarzan          |
| Esther Mink        | Musicaldarstellerin, Mamma Mia Essen         |                                        |
| Daniel Berini      | Musicaldarsteller, Mamma Mia Essen           |                                        |

## Die Live-Shows

### 1. Show
| Paar                 | Song                            |
| Riccardo & Elisabeth | „I Knew You Where Waiting“      |
| Daniel & Katrin      | „We've Got Tonight“             |
| Friedrich & Ina      | „Don't Go Breaking My Heart“    |
| Patrick & Esther     | „When The Rain Begins To Fall“  |
| Philipp & Melanie    | „Kids“                          |
| Felix & Franziska    | „Up Where We Belong“            |
| Mark & Maria         | „Can You Feel The Love Tonight“ |
| Anton & Jessica      | „One“                           |

Sing-Off
| Kandidaten                                                       | Song                  | ausgeschieden                 |
| - Esther Mink - Melanie Ortner - Daniel Berini - Mark van Beelen | „You've Got A Friend“ | - Daniel Berini - Esther Mink |

### 2. Show
| Paar                | Song                   |
| Mark & Ina          | „Bad Girls“            |
| Patrick & Franziska | „Hate That I Love You“ |
| Riccardo & Melanie  | „A Whole New World“    |
| Philipp & Jessica   | „Do You Love Me“       |
| Friedrich & Katrin  | „Ich bin ich“          |
| Anton & Elisabeth   | „Endless Love“         |
| Felix & Maria       | „Fighter“              |

Sing-Off
| Kandidaten                                                          | Song                          | ausgeschieden                    |
| - Ina Trabesinger - Maria Walter - Mark van Beelen - Riccardo Greco | „That's What Friends Are For“ | - Mark van Beelen - Maria Walter |

### 3. Show
| Paar                  | Song                                                   |
| Patrick & Jessica     | „She Works Hard For The Money“ & „Money, Money, Money“ |
| Felix & Melanie       | „Back For Good“ & „It Must Have Been Love“             |
| Anton & Franziska     | „I Want To Break Free“ & „If I Can´t Have You“         |
| Friedrich & Elisabeth | „Fairytale Gone Bad“ & „Since You Been Gone“           |
| Philipp & Ina         | „Angels“ & „Son Of A Preacherman“                      |
| Riccardo & Katrin     | „Livin La Vida Loca“ & „River Deep, Mountain High“     |

Sing-Off
| Kandidaten                          | Song                | ausgeschieden      |
| - Melanie Ortner - Jessica Kessler  | „One Of Us“         | - Melanie Ortner   |
| - Felix Maximilian - Patrick Stamme | „It's Now Or Never“ | - Felix Maximilian |

### 4. Show
| Paar                 | Song                             |
| Philipp & Elisabeth  | „Relax, Take It Easy“            |
| Friedrich & Jessica  | „It's All Coming Back To Me Now“ |
| Patrick & Katrin     | „Jump“                           |
| Riccardo & Franziska | „Valerie“                        |
| Anton & Ina          | „Think“                          |

Sing-Off
| Kandidaten                         | Song                 | ausgeschieden     |
| - Katrin Löbbert - Jessica Kessler | „One Moment In Time“ | - Jessica Kessler |
| - Riccardo Greco - Patrick Stamme  | „Tragedy“            | - Riccardo Greco  |

### 5. Show
| Kandidat           | Song                           |
| Katrin Löbbert     | „Somebody To Love“             |
| Friedrich Rau      | „I'm Still Standing“           |
| Franziska Schuster | „Who Knew“                     |
| Patrick Stamme     | „This Love“                    |
| Ina Trabesinger    | „Taking Chances“               |
| Anton Zetterholm   | „You Raise Me Up“              |
| Elisabeth Hübert   | „All By Myself“                |
| Philipp Hägeli     | „I Don’t Want to Miss a Thing“ |

Sing-Off
| Kandidaten                                                           | Song                 | ausgeschieden                     |
| - Philipp Hägeli - Ina Trabesinger - Patrick Stamme - Katrin Löbbert | „A Moment Like This“ | - Patrick Stamme - Katrin Löbbert |

### Das Finale
| Konstellationen             | Song                              |
| Elisabeth & Franziska & Ina | „Auf diesen Tag hab ich gewartet“ |
| Anton & Friedrich & Philipp | „Wer ich wirklich bin“            |

Sing-Off
| Kandidaten                                                              | Song                    | ausgeschieden                        |
| - Franziska Schuster - Ina Trabesinger - Friedrich Rau - Philipp Hägeli | „You'll Be In My Heart“ | - Friedrich Rau - Franziska Schuster |

Finale
| Kandidaten                        | Song         |
| Anton & Philipp & Elisabeth & Ina | „Auf einmal“ |

## Gewinner
- Anton Zetterholm
- Elisabeth Hübert

## Ähnliche Castingshows für Musicaldarsteller
Deutschland
- Musical Showstar 2008 beim ZDF, Deutschland, im Frühjahr 2008, für das Musical Starlight Express

Österreich
- Musical! Die Show beim ORF, Österreich, im Herbst 2007, ursprünglich für das Musical We Will Rock You

Niederlande
- Wie Wordt Tarzan? bei SBS 6, Niederlande, für das Musical Tarzan

Großbritannien
- How Do You Solve A Problem Like Maria? bei BBC One, UK, 2006, für das Musical The Sound of Music
- Any Dream Will Do bei BBC One, UK, 2007, für das Musical Joseph and the Amazing Technicolor Dreamcoat
- Grease Is The Word bei ITV, UK, Sommer 2007, für das Musical Grease
- I'd Do Anything bei BBC One, UK, Frühjahr 2008, für das Musical Oliver!

USA
- Grease: You're The One That I Want! bei NBC, USA, Anfang 2007, für das Musical Grease